# Capay Valley AVA
Capay Valley AVA (anerkannt seit dem 20. Dezember 2002) ist ein Weinbaugebiet im US-Bundesstaat Kalifornien. Das Gebiet liegt im Nordwesten des Verwaltungsgebiets Yolo County und grenzt an die Countys Napa County, Lake County und Colusa County.
Die geschützte Herkunftsbezeichnung wurde auf Betreiben des größten Weinguts der Region, der Capay Valley Vineyards eingerichtet.
Obwohl die Temperaturen generell höher sind als in der weiter nördlich gelegenen Napa Valley AVA, treiben die Weinreben fast zwei Wochen später aus. Daher sind dem Gebiet die sehr spät reifenden Rebsorten verwehrt.
Die eingesetzten Rebsorten stammen überwiegend aus dem Bordeaux oder der Rhône.